# Нядэеган
Нядэеган (устар. Нядэ-Юган) — река в Приуральском районе Ямало-Ненецкого АО. Устье реки находится в 30 км от устья Лонготъёгана по правому берегу. Длина реки составляет 40 км.

## Данные водного реестра
По данным государственного водного реестра России относится к Нижнеобскому бассейновому округу, водохозяйственный участок реки — Обь от города Салехард и до устья, речной подбассейн реки — бассейны притоков Оби ниже впадения Северной Сосьвы. Речной бассейн реки — (Нижняя) Обь от впадения Иртыша.
Код объекта в государственном водном реестре — 15020300212115300034050.